# Wierzejskiella ricciae
Wierzejskiella ricciae is een raderdiertjessoort uit de familie Dicranophoridae. De wetenschappelijke naam van deze soort is voor het eerst geldig gepubliceerd in 1913 door Harring.